# Templo de Clitunno
El templo de Clitunno (en italiano Tempietto del Clitunno) es una pequeña iglesia altomedieval situada en la localidad de Campello sul Clitunno (Perugia), al sur de Trevi. Se encuentra aproximadamente a un kilómetro aguas abajo de la cabecera del río Clitunno ("fuentes del Clitunno"), en una zona donde hay otras fuentes ("Venas del templo"), en la aldea de Pissignano. 
Aunque el templo es de arquitectura marcadamente clásica y pese a que su ubicación sugirieron en algún momento que podría haber sido el templo de Júpiter Clitumno mencionado por Plinio el Joven en el siglo I d. C.,trabajos arqueológicos han demostrado que la estructura es muy posterior, datada posiblemente en torno a los siglos V-VI d. C., y que el templo fue construido como iglesia con materiales de expolios tomados principalmente de antiguas estructuras romanas de los alrededores.
El templo forma parte del conjunto de lugares "Centros de poder de los longobardos en Italia (568-774 d.C.)", que comprende siete lugares testimonios de la arquitectura, la pintura y la escultura lombardas, inscritos en la Lista de Patrimonio de la Humanidad de la Unesco en junio de 2011.

## Arquitectura
Se trata de una pequeña iglesia ("Iglesia de San Salvador"), en forma de templo corintio. En el pasado se creía que era una capilla romana reconvertido posteriormente en iglesia, pero la presencia de una cruz en el centro del tímpano, coherente e integrada con el resto de la decoración esculpida, parece demostrar que era desde el principio un lugar de culto cristiano. El edificio se ha datado de los siglos IV - V, aunque algunos lo datan, sin embargo, en el siglo VII en la cual se habrían reutilizado probablemente restos de un antiguo santuario pagano; la mayoría de los adornos tallados son, sin embargo, a diferencia de otras obras de arquitectura lombarda, objetos originales y no reutilizaciones de elementos de época romana.
Sobre el arquitrabe están situados respectivamente en los lados oeste, sur y norte, las siguientes inscripciones en letras mayúsculas cuadradas romanas, lo cual es un raro ejemplo de epigrafía monumental medieval:

SANCTUS DEUS ANGELORUM QUI FECIT RESURRECTIONEM
SANCTUS DEUS APOSTOLORUM QUI FECIT REMISSIONEM
SANCTUS DEUS PROPHETARUM QUI FECIT REDEMPTIONEM

El Santo Dios de los  ángeles aquí ha resucitado
El Santo Dios de los apóstoles aquí ha realizado el perdón de los pecados 
El Santo Dios de los profetas aquí ha efectuado la redención

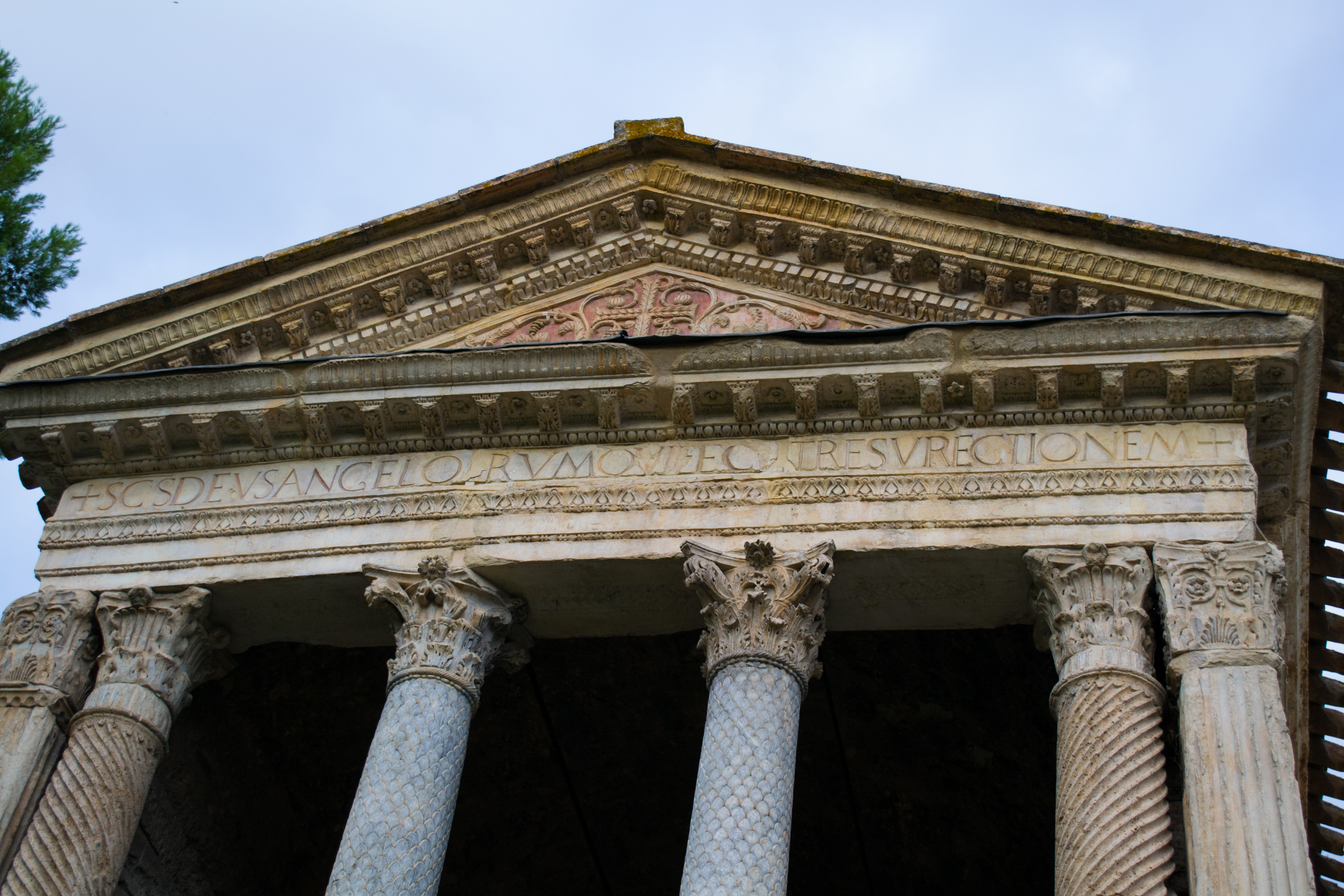
Inscripción sobre el arquitrabe

El edificio consta de un sótano con habitación accesible desde un portal en la parte delantera y una parte superior en forma de templo romano. El sótano excavado coincide con los restos de un edificio pagano más antiguo. La parte superior conserva la fachada in antis de cuatro columnas corintias: acanaladas y en espiral las dos laterales, entre dos pilastras, sobre las que se apoya el entablamento y el frontón. Se accedía originalmente a través de dos escaleras laterales con porches, precedidas por su propio pronao, demolido en el siglo XVIII para reutilizar los bloques [cita requerida] .
El interior incluye la nave, cubierta con una bóveda de cañón y que enmarca el ábside en la parte inferior. Hay frescos desvaídos del siglo VII, representando al Salvador y los Santos Pedro y Pablo, que son los más antiguos de Umbria. Estos frescos tienen similitudes con los de la Iglesia de Santa Maria Antiqua en Roma.

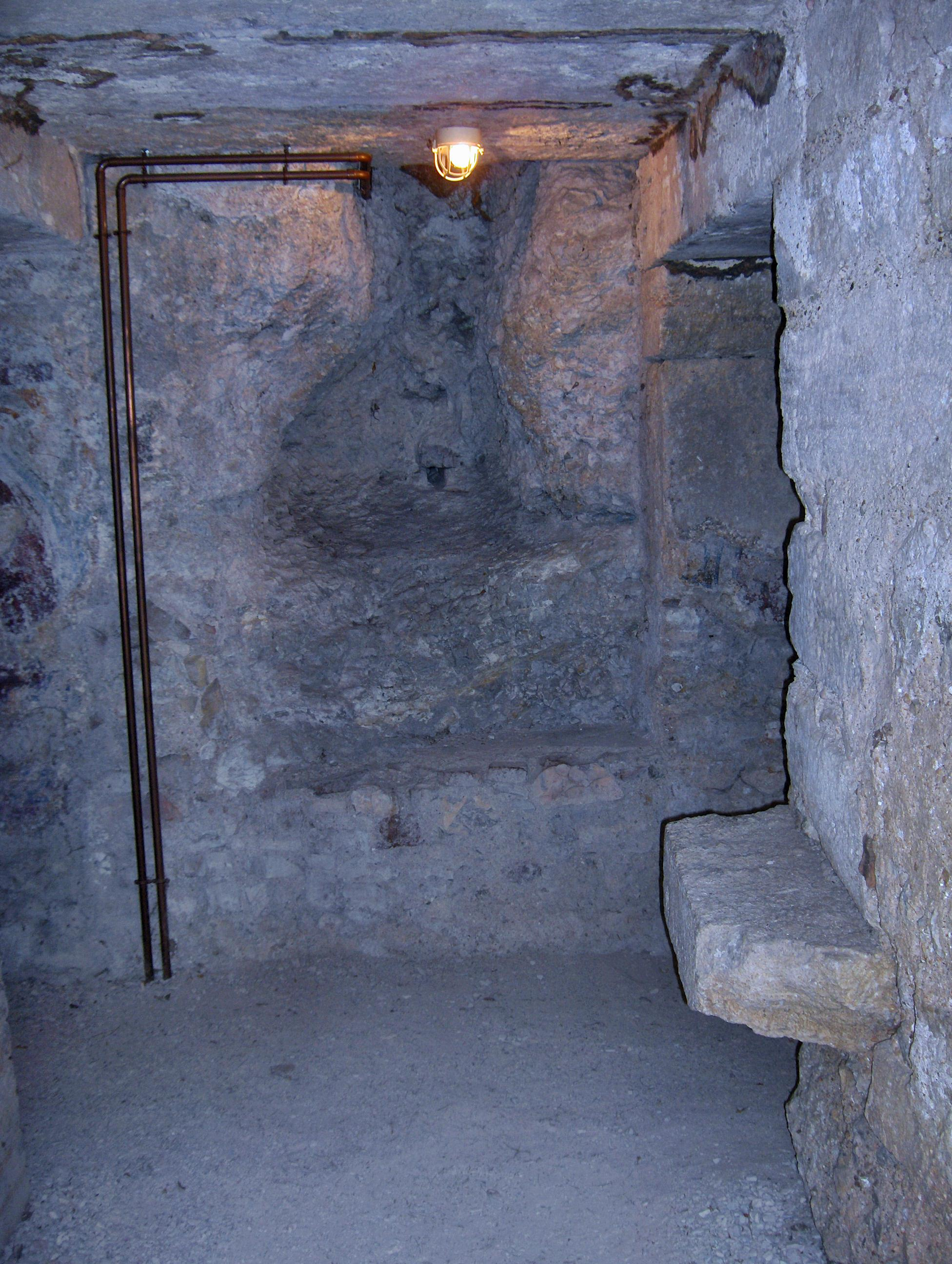
Fresco del, el más antiguo de Umbria.

A pesar de la reticencia de los duques lombardos en seguir la recuperación del mundo antiguo que se hacía en Roma en la época, las intervenciones en el templo consiguieron una coherencia clásica excepcional, tanto en la arquitectura como en la utilización de los patrones decorativos romanos, como un poco más tarde de la iglesia de San Salvatore en Spoleto.

## Influencia
El templo era famoso en el Renacimiento y fue tomado o copiado por Francesco di Giorgio Martini, Benozzo Gozzoli [cita requerida], Palladio (que pensaba que era una obra romana [1] ), Piranesi y Vanvitelli [cita requerida]. Se le menciona en la parte IV de la obra de Lord Byron "el peregrinaje de Childe Harold", mientras que los pequeños templos de las cabeceras del río y otras pequeñas fuentes, villas y balnearios son mencionados en la descripción de Plinio, que conmemora la dedicación del templo al dios del río Clitunno.

## Bibliografía

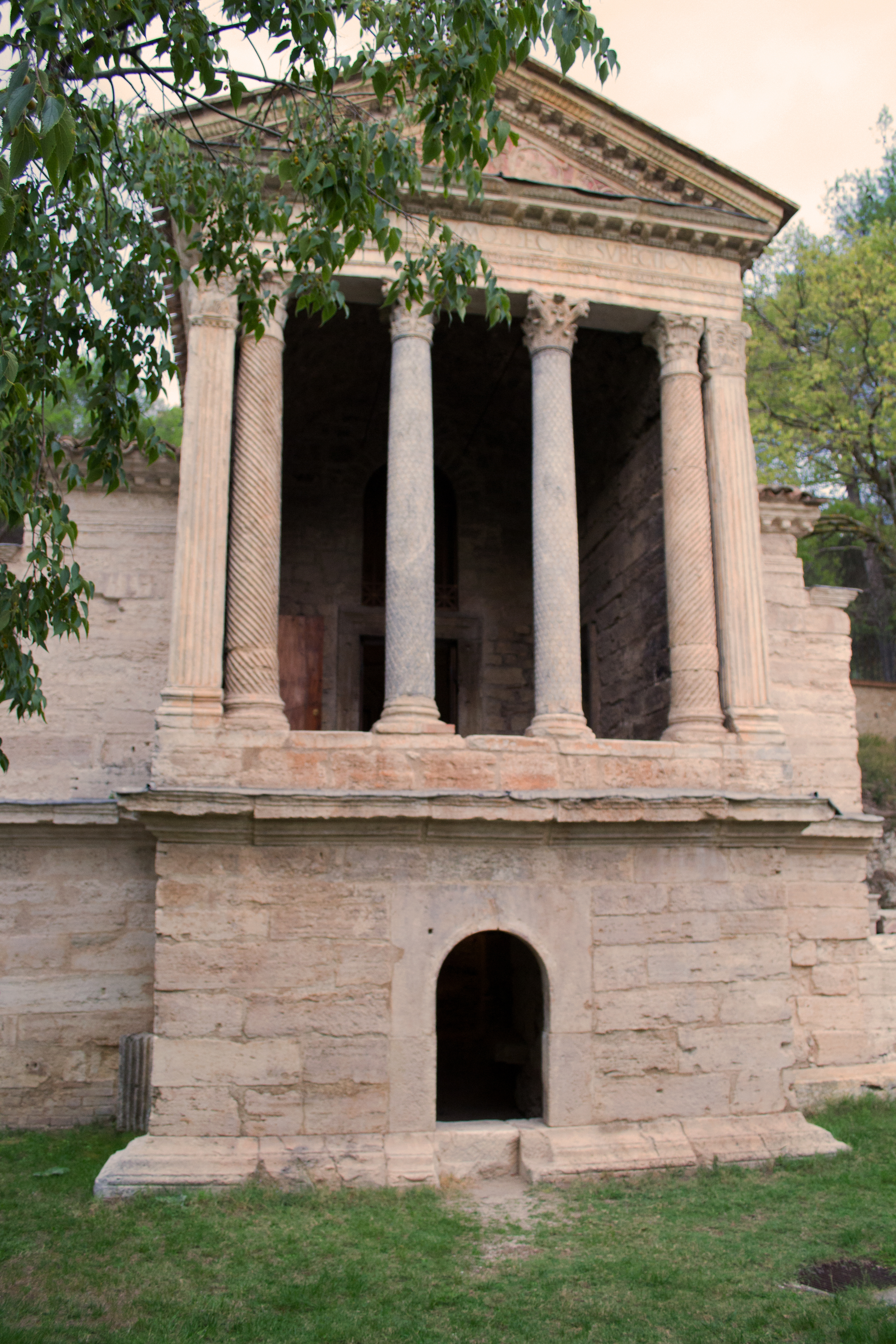
Vista trasera del Templo de Clitunno.